# Гарь-Покровское
Гарь-Покровское — посёлок в Одинцовском городском округе Московской области.
Посёлок расположен на юго-западе округа, в 7 км на северо-восток от Кубинки, у истоков реки Островни, высота центра над уровнем моря 202 м.
Находится у Можайского шоссе в 1 км к северу от станции Петелино.
В посёлке числятся 2 садовых товарищества, действует детский сад № 66.
Основан в 1920-е годы как совхоз Покровский, позднее стал именоваться Покровское-Гарь.
До 2006 года входил в состав Часцовского сельского округа.
| 1989 | 2002  | 2006  | 2010  |
| ---- | ----- | ----- | ----- |
| 1223 | ↗1538 | →1538 | ↗1565 |